# Dalija
Dalija (georgina, gjurinka; lat. Dahlia), biljni rod iz porodice glavočika smješten u tribus Coreopsideae, dio potporodice Asteroideae. Postoji blizu 40 vrsta autohtonih po Srednjoj Americi i Kolumbiji, uglavnom grmovi i trajnice, od kojih su poznatije skrletna (D. coccinea), raznobojna ili promjenjiva dalija (D. pinnata Cav.; sin. Dahlia variabilis Desf.)  i drvenasta dalija (D. imperialis).
Mnoge ukrasne vrste i njihovi kultivari danas se uzgajaju po drugim kontinentima. U Hrvatskoj se uzgaja raznobojna dalija ili boćka

## Vrste
1. Dahlia apiculata (Sherff) P.D.Sørensen
2. Dahlia atropurpurea P.D.Sørensen
3. Dahlia australis (Sherff) P.D.Sørensen
4. Dahlia brevis P.D.Sørensen
5. Dahlia calzadana Villaseñor & Redonda-Mart.
6. Dahlia campanulata Saar, Sorenson & Hjert.
7. Dahlia coccinea Cav.
8. Dahlia congestifolia P.D.Sørensen
9. Dahlia cordifolia (Sessé & Moc.) McVaugh
10. Dahlia cuspidata Saar, Sorenson & Hjert.
11. Dahlia dissecta S.Watson
12. Dahlia excelsa Benth.
13. Dahlia foeniculifolia Sherff
14. Dahlia hintonii Sherff
15. Dahlia hjertingii H.V.Hansen & P.D.Sørensen
16. Dahlia imperialis Roezl ex Ortgies
17. Dahlia linearis Sherff
18. Dahlia macdougallii Sherff
19. Dahlia merckii Lehm.
20. Dahlia mixtecana J.Reyes, Islas & Art.Castro
21. Dahlia mollis P.D.Sørensen
22. Dahlia moorei Sherff
23. Dahlia neglecta Saar
24. Dahlia parvibracteata Saar & P.D.Sørensen
25. Dahlia pinnata Cav.
26. Dahlia pteropoda Sherff
27. Dahlia pugana Aarón Rodr. & Art.Castro
28. Dahlia purpusii Brandegee
29. Dahlia rudis P.D.Sørensen
30. Dahlia rupicola P.D.Sørensen
31. Dahlia scapigera Knowles & Westc.
32. Dahlia scapigeroides Sherff
33. Dahlia sherffii P.D.Sørensen
34. Dahlia sorensenii H.V.Hansen & Hjert.
35. Dahlia spectabilis Saar & P.D.Sørensen
36. Dahlia sublignosa (P.D.Sørensen) Saar & P.D.Sørensen
37. Dahlia tamaulipana J.Reyes, Islas & Art.Castro
38. Dahlia tenuicaulis P.D.Sørensen
39. Dahlia tenuis B.L.Rob. & Greenm.
40. Dahlia tubulata P.D.Sørensen
41. Dahlia wixarika Art.Castro, Carr.-Ortiz & Aarón Rodr.